# 비치 파슬스
비치 파슬스(Beach Fossils)는 미국의 인디 록 밴드이다. 2009년 뉴욕 브루클린에서 결성되었다.